# Asota vitessoides
Asota vitessoides là một loài bướm đêm trong họ Erebidae.